# NGC 857
NGC 857 (również PGC 8455) – galaktyka soczewkowata (S0), znajdująca się w gwiazdozbiorze Pieca. Została odkryta 18 listopada 1835 roku przez Johna Herschela.